# エプソム競馬場

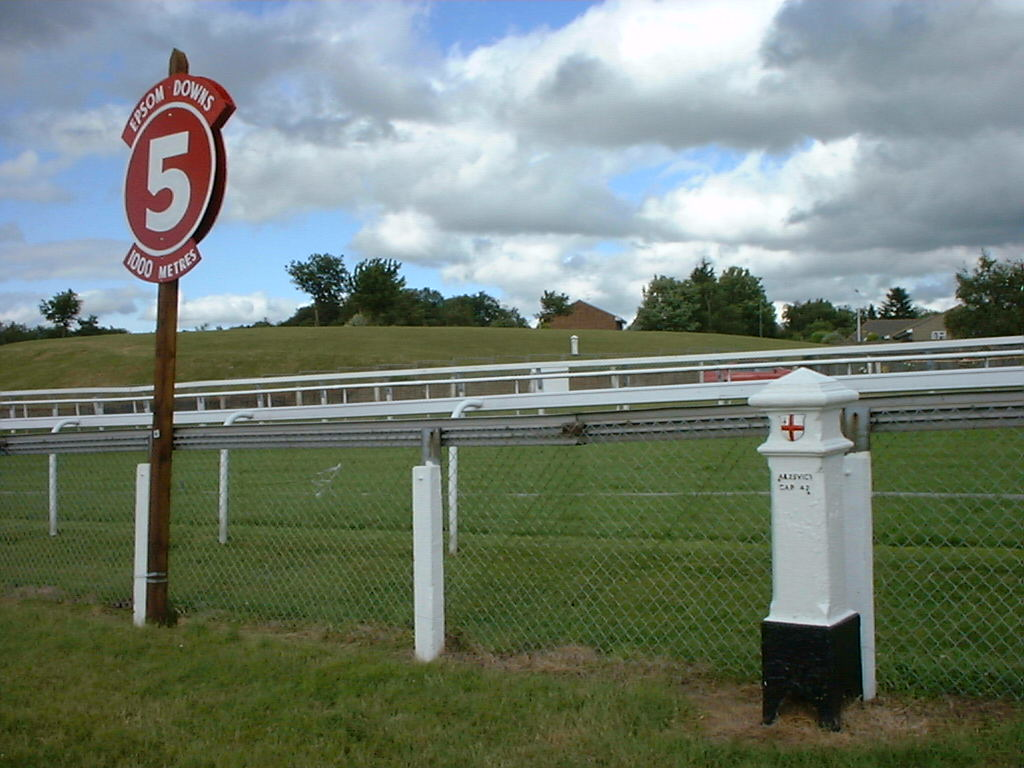
エプソム競馬場の5ハロン棒

エプソムダウンズ競馬場（エプソムダウンズけいばじょう/英：Epsom Downs Racecourse）は、英国イングランドのロンドンから南方17マイル (27 km)に位置するエプソムダウンズ（サリー）にある競馬場である。日本ではエプソム競馬場と呼ばれることが多い。クラシック競走であるダービー・オークスが行われる競馬場として知られる。収容人数13万人。

## 歴史
16世紀にはエプソム・ダウンズの地で競馬が行われていたとされている。王室離宮であるハンプトンコート宮殿から近い立地もありエリザベス一世も何度か足を運んでおり、ジェイムズ一世もレースを主催していた。 また、鉱泉の出るリゾート地であること、観戦のし易い傾斜のあるコースであることといった理由から貴族から人気を集めていた。
- 1661年 当地で初めて競走が行われたとの記録がある。
- 1779年 第1回オークスが行われる。
- 1780年 第1回ダービーが行われる。
- 1952年 英国の映画 "Derby Day" がこの年のダービーデイに公開される[3]。この競馬場が映画の舞台であった。
- 2009年 "Duchess's Stand"と呼ばれる観客席（10,000平方フィート (930 m2)、 収容人数11,000人）が完成[4]。主に宴会や会議、展示会などで利用される。総工費23.5百万ポンド。

## コース
コースは周回コースではなく、馬蹄状の形であり全長は約1.5マイル (2,410 m)（約12ハロン）。左回りの芝コース。ダービーコースは、スタートしてすぐに上り坂が始まり、緩やかに右に折れたあと最初の左カーブまでの約1100メートルで約42メートル上る。その後は下りとなり、急勾配の最終左カーブ（通称タッテナムコーナー）を経て、約700メートルの直線のゴール前100メートル過ぎまでの約1200メートルで約30メートル下る。最後の約50メートルは再び上りに転じてゴールとなる。直線では外埒側から内埒側に向かって傾斜しているのもこのコースの特徴である。
タッテナムコーナー奥の引込み線からは直線コースの5ハロン（約1006メートル）戦が行われる。コースのほとんどが下り坂であるため非常に速いタイムが出ることが知られており、1960年にはIndigenousが手動計測ながら53.6秒を記録している。
かつては逆S字形をした「グレートメトロポリタンコース」がコースの真ん中に存在しており、その頃はエプソム競馬場でも18ハロン（約3621メートル）戦が行われていた。ゴール地点からスタートして逆S字コースに進入、通常のコースに戻ってタッテナムコーナーからまたゴールへと戻ってくる珍しい形態の競走となっていた。後に改修に際して消滅している。
競走馬にとって負担の大きいコースであることからクラシックであるオークス、ダービーの開催中止や開催地変更が何度か議論に浮上しているが、長い歴史の維持を理由に現在もこの競馬場で同レースは行われている。

## 主要競走
| 月 | Meeting       | 曜日   | レース名                             | タイプ | 格 (Grade) | 距離       | 性・齢        |
| -- | ------------- | ------ | ------------------------------------ | ------ | ---------- | ---------- | ------------- |
| 4  | April Meeting | 水曜日 | シティアンドサバーバンハンデキャップ | Flat   | Handicap   | 1mi 2f 17y | 4歳以上       |
| 4  | April Meeting | 水曜日 | グレートメトロポリタンハンデキャップ | Flat   | Handicap   | 1mi 4f 6y  | 4歳以上       |
| 4  | April Meeting | 水曜日 | ブルーリバンドトライアルステークス   | Flat   | Conditions | 1mi 2f 17y | 3歳限定       |
| 6  | Derby         | 金曜日 | ウッドコートステークス               | Flat   | Conditions | 6f 3y      | 2歳限定       |
| 6  | Derby         | 金曜日 | オークス                             | Flat   | Group 1    | 1mi 4f 6y  | 3歳限定・牝   |
| 6  | Derby         | 金曜日 | コロネーションカップ                 | Flat   | Group 1    | 1mi 4f 6y  | 4歳以上       |
| 6  | Derby         | 金曜日 | サリーステークス                     | Flat   | Listed     | 7f 3y      | 3歳限定       |
| 6  | Derby         | 土曜日 | プリンセスエリザベスステークス       | Flat   | Group 3    | 1mi 113y   | 3歳限定・牝   |
| 6  | Derby         | 土曜日 | ダイオメドステークス                 | Flat   | Group 3    | 1mi 113y   | 3歳以上       |
| 6  | Derby         | 土曜日 | ダービー                             | Flat   | Group 1    | 1mi 4f 6y  | 3歳・騸馬除く |